# Zauchbach
Der Zauchbach ist ein rechter Zubringer zur Ybbs bei Euratsfeld in Niederösterreich.

## Name
Der Bach wurde im Jahr 979 („in rivum … Zûcha“) erstmals schriftlich erwähnt. Das Bestimmungswort leitet sich vom slawischen Wort *Such- „trocken“ ab.

## Beschreibung
Der Zauchbach entspringt westlich unterhalb von Wachsenegg, einer Ortslage im Nordosten von Waidhofen an der Ybbs, und fließt zunächst nach Westen ab, um dann in einem großen Bogen über Kröllendorf auf Euratsfeld zuzufließen. Kurz nach seiner Quelle nimmt er den Flaschelsteinbach auf und oberhalb von Brandstetten den Höllbach, beide von links kommend, während der Bach von Brandstetten  von rechts einfließt und später der Bach von Fohra. Nun wendet sich der Zauchbach östlich von Kröllendorf in einem großen Bogen nach Ostnordosten und fließt nördlich an Wallmersdorf vorüber, wo er in der nachfolgenden Fließstrecke immer mehr an Volumen verliert und schließlich zum Rinnsal wird, weil die hier liegenden Ybbsschotter eher wasserdurchlässig sind. Nach dieser Durststrecke nimmt er den Elzbach und den Lixingbach auf sowie von links den Hömbach, die ihn wieder anschwellen lassen.
Kurz vor seiner Mündung nahe Euratsfeld fließt noch der von rechts kommende Gafringbach an, bis der Zauchbach schließlich in mehreren Läufen die Au durchfließt und in die Ybbs mündet. Er entwässert dabei ein Einzugsgebiet von 90,4 km² in weitgehend offener Landschaft.
Der Zauchbach ist nicht zu verwechseln mit dem Zauchabach.